# دیوید برگشتین
دیوید برگشتین (انگلیسی: David Bergstein؛ زادهٔ august ۹, ۱۹۶۲ (۶۲ سال)) تهیه‌کننده فیلم اهل ایالات متحده آمریکا است.

## فیلم‌شناسی
- ۲۰۱۰ – پناهگاه (تهیه کننده اجرایی)
- ۲۰۱۰ – پدر اختراع (تهیه کننده اجرایی)
- ۲۰۰۸ – لبه عشق (تهیه کننده اجرایی)
- ۲۰۰۷ – پیش از آنکه شیطان بفهمد مرده‌ای (تهیه کننده اجرایی)
- ۲۰۰۶ – ۴۵. (تهیه کننده)
- ۲۰۰۶ – شهر مرزی (تهیه کننده)
- ۲۰۰۵ – آشوب (تهیه کننده اجرایی)
- ۲۰۰۵ – داستان وندل بیکر (تهیه کننده اجرایی)
- ۲۰۰۵ – همه ده یارد (تهیه کننده اجرایی)
- ۲۰۰۴ – قوانین جذابیت (تهیه کننده)
- ۲۰۰۴ – اسپارتان (تهیه کننده)